# Ardanovce
Ardanovce é uma aldeia paroquial na Eslováquia, situada no distrito de Topoľčany, na região de Nitra. 
Tem 6,73 km² de área e sua população em 2020 foi estimada em 209 habitantes.
Fiqua-se aqui igreja de são Miguel de ano 1392.
Perto da aldeia há cidades como Hlohovec e Piešťany no reigião Trnava.

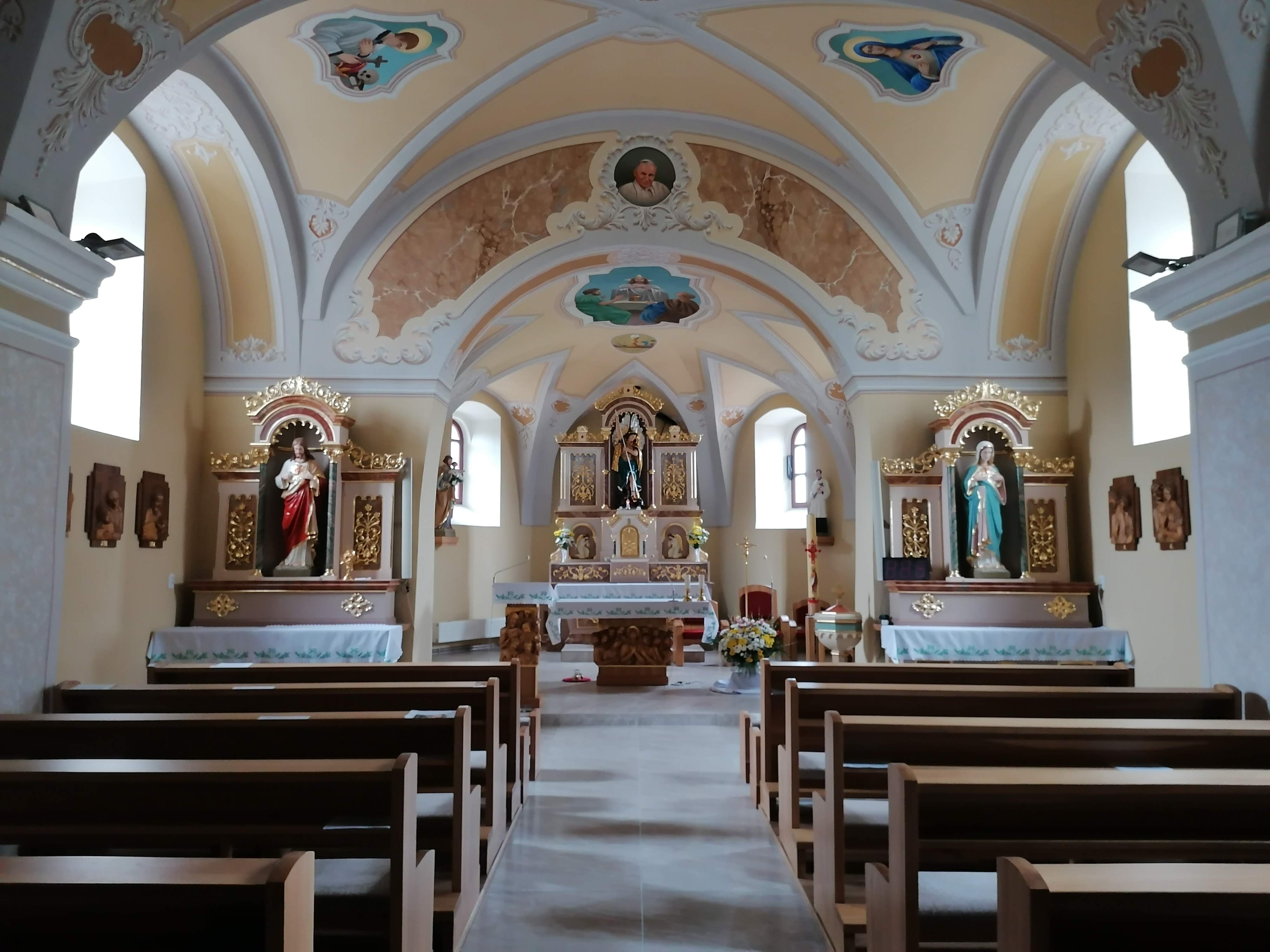

## Demografia
| Ano:        | 1994 | 2004   | 2014    | 2024    |
| ----------- | ---- | ------ | ------- | ------- |
| Broj ljudi: | 234  | 239    | 209     | 233     |
| Razlika:    |      | +2,13% | -12,55% | +11,48% |

| Ano:               | 2023 | 2024   |
| ------------------ | ---- | ------ |
| Número de pessoas: | 221  | 233    |
| Diferença:         |      | +5,42% |